# Katastrofa lotu Alitalia 112
Katastrofa lotu Alitalia 112 – katastrofa lotnicza, która wydarzyła się 5 maja 1972 roku na górze Mount Longa, około 5 kilometrów na południowy zachód od Palermo. DC-8 włoskich linii Alitalia rozbił się podczas podejścia do lotniska w Palermo. Zginęło 115 osób znajdujących się na pokładzie. Była to druga najgorsza katastrofa lotnicza we Włoszech, po katastrofie lotniczej w Mediolanie w 2001.

## Samolot
Samolotem, który uległ katastrofie, był McDonnell Douglas DC-8 (nr rej. I-DIWB) narodowych linii lotniczych Włoch – Alitalia.

## Załoga
Pilotami lotu 112 byli:
- Roberto Bartoli – kapitan
- Bruno Dini – pierwszy oficer

## Przebieg lotu

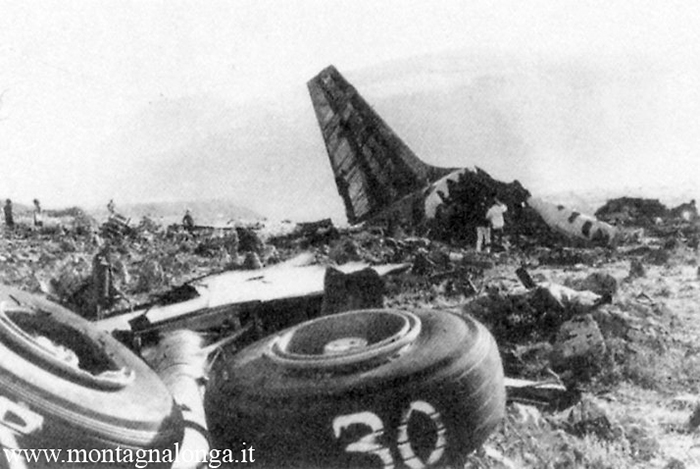
Szczątki maszyny, 6 maja 1972

Podczas startu z lotniska Fiumicino w Rzymie, lot 112 miał ponad pół godziny opóźnienia. Kapitan Bartoli skontaktował się z kontrolą ruchu lotniczego w Palermo o 21:10. Gdy załoga wysunęła podwozie, samolot wleciał w gęstą mgłę. O godzinie 22:23 przed oknami kokpitu nagle pojawiła się góra. Oficer Dini zwiększył maksymalnie moc silników i próbował uniknąć zderzenia ze zboczem góry, jednak samolot roztrzaskał się, 91 metrów od jej szczytu. Część szczątków została wyrzucona do przodu z powodu kąta uderzenia. Zginęli wszyscy obecni na pokładzie – 115 osób. Była to druga najgorsza katastrofa lotnicza w historii włoskiego lotnictwa. Katastrofa lotu 112 wydarzyła się w 26. rocznicę powstania linii Alitalia.

## Badanie przyczyn
W oficjalnym raporcie w sprawie katastrofy lotu Alitalia 112 podano, że głównymi przyczynami wypadku były:
- błąd pilota,
- kontrolowany lot ku ziemi, czyli sytuacja kiedy pilot doprowadza do katastrofy sterowną maszynę.